# Nereis tigrina
Nereis tigrina är en ringmaskart som beskrevs av Zachs 1933. Nereis tigrina ingår i släktet Nereis och familjen Nereididae. Inga underarter finns listade i Catalogue of Life.